# Anampses twistii
Labre à poitrine jaune
Espèce
Statut de conservation UICN

 LC  : Préoccupation mineure

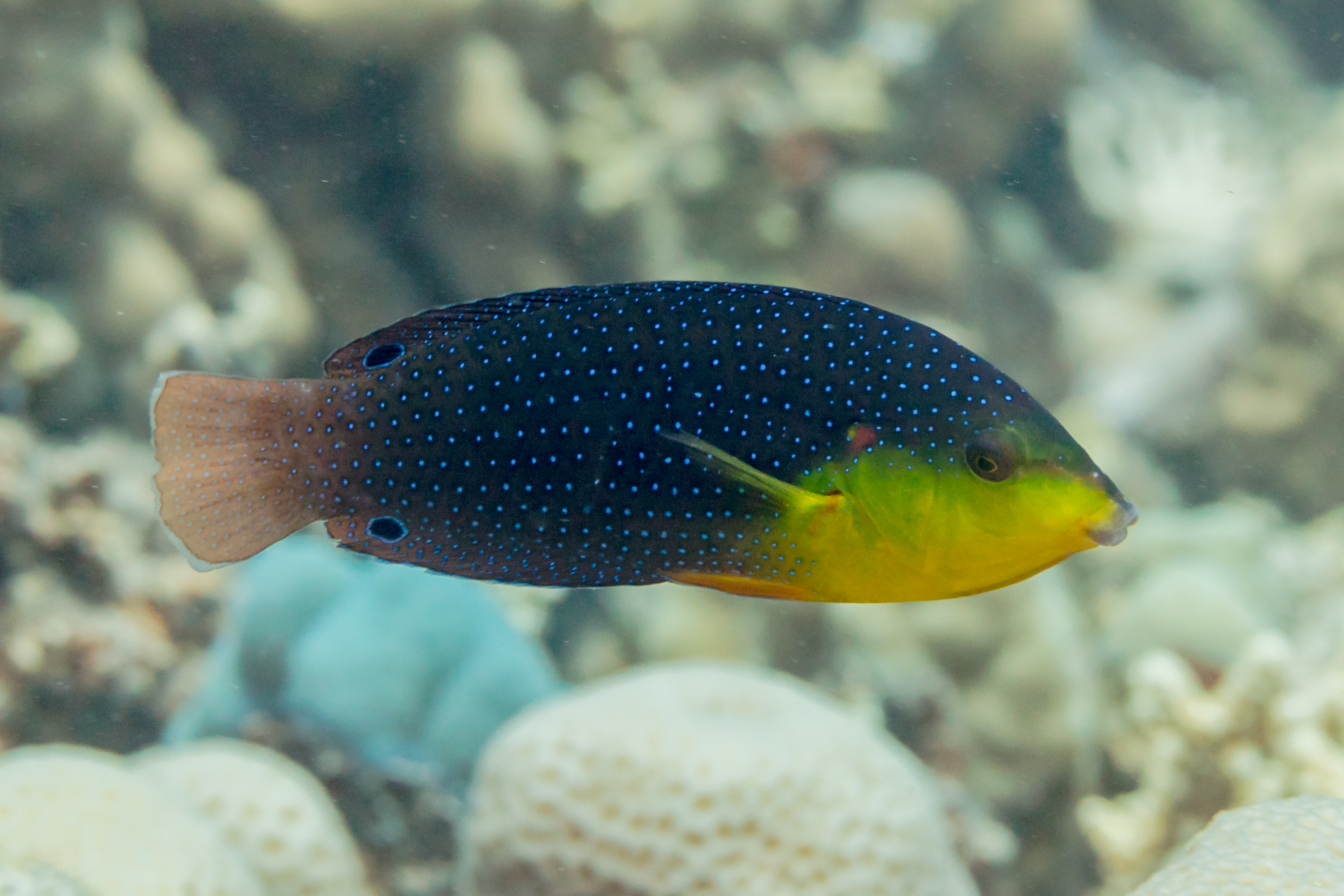
Anampses twistii en mer Rouge. Avril 2023.

Anampses twistii, communément nommé Labre à poitrine jaune, est une espèce de poissons marins de la famille des Labridés.

## Répartition
Il est présent dans les eaux tropicales de le bassin Indo-Pacifique, mer Rouge et côtes est de l'Afrique incluses. Ce poisson vit dans les lagons et les récifs sur des fonds de substrats mixtes composées de coraux, de débris coralliens, de rochers et de sable. On le voit de la surface de l'eau jusqu'à 30 m de profondeur.

## Description
La taille maximale du labre à poitrine jaune est de 18 cm.

## Alimentation
Le labre à poitrine jaune frappe le substrat du fond marin avec sa bouche puis il aspire les très petits organismes ainsi débusqués : ce sont des crustacés, des mollusques, des foraminifères et des vers.

## Publication origininale
Bleeker : Beschrijvingen van nieuwe en weinig bekende vischsoorten van Amboina, verzameld op eene reis door den Molukschen Archipel gedaan in het gevolg van den Gouverneur Generaal Duymaer van Twist, in September en Oktober 1855. Acta Societatis Regiae Scientiarum Indo-Neêrlandicae 1 p. 1–76.